# 乌特勒布瓦
乌特勒布瓦（法語：Outrebois，法語發音：[utʁəbwa]）是法国上法蘭西大區索姆省的一个市镇，属于亚眠区。

## 地理
乌特勒布瓦（50°10'30"N, 2°15'7"E）面积9.57 平方千米，位于法国上法蘭西大區索姆省，该省份为法国北部沿海省份，北起加来海峡省和北部省，西接滨海塞纳省和大西洋英吉利海峡，南至瓦兹省，东临埃纳省。
与乌特勒布瓦接壤的市镇（或旧市镇、城区）包括：欧特、巴利、布瓦贝格、埃姆-阿尔丹瓦勒、勒梅亚尔、梅兹罗勒、奥科什。

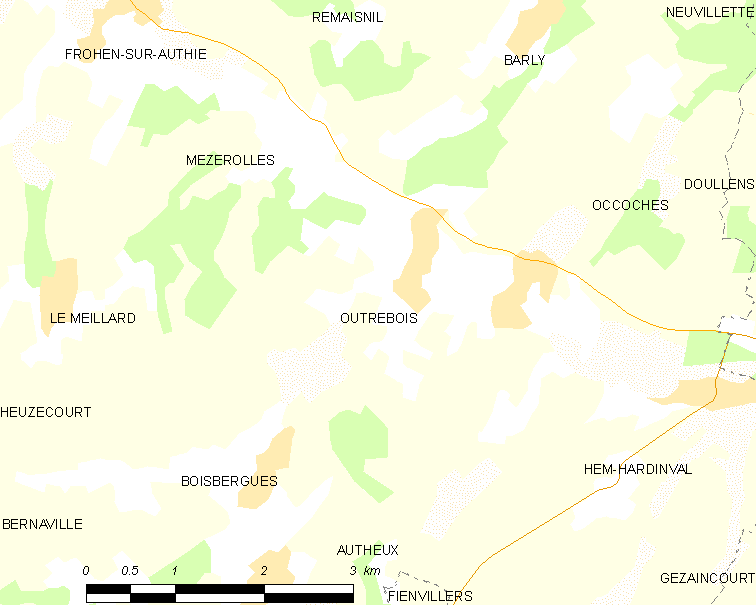
乌特勒布瓦的OSM定位图

乌特勒布瓦的时区为UTC+01:00、UTC+02:00（夏令时）。

## 行政
乌特勒布瓦的邮政编码为80600，INSEE市镇编码为80614。

## 政治
乌特勒布瓦所属的省级选区为杜朗县。

## 人口

1962-2008年间乌特勒布瓦人口变化图示

乌特勒布瓦于2022年1月1日时的人口数量为320人。